# Deng Zhuoxiang
Deng Zhuoxiang est un footballeur international chinois né le 24 octobre 1988 qui évolue au poste de milieu de terrain avant de devenir entraîneur.

## Biographie
Jeune joueur prometteur, il est surnommé le Messi chinois.
Il débute en sélection chinoise le 17 juillet 2009 contre la Palestine. Il remporte la Coupe d'Asie de l'Est de football 2010 et inscrit un but face à la Corée du Sud, grand rival sportif de la Chine.
Il inscrit le but de la victoire sur coup franc face à la France lors du dernier match des Français avant le mondial 2010.

## Palmarès
- Coupe d'Asie de l'Est de football 2010

## Buts internationaux
| # | Date            | Lieu                 | Adversaire   | Score | Résultat | Compétition                                         |
| - | --------------- | -------------------- | ------------ | ----- | -------- | --------------------------------------------------- |
| 1 | 10 février 2010 | Tokyo, Japon         | Corée du Sud | 3-0   | 3-0      | Coupe d'Asie de l'Est de football 2010 Phase finale |
| 2 | 4 juin 2010     | Saint-Pierre, France | France       | 1-0   | 1-0      | Amical                                              |